# Tetragnatha restricta
Tetragnatha restricta är en spindelart som beskrevs av Simon 1900. Tetragnatha restricta ingår i släktet sträckkäkspindlar, och familjen käkspindlar. Inga underarter finns listade i Catalogue of Life.